# Хармони (Северна Каролина)
Хармони (енгл. Harmony) град је у америчкој савезној држави Северна Каролина.

## Демографија
По попису из 2010. године број становника је 531, што је 5 (1,0%) становника више него 2000. године.
| Група             | 2000.       | 2010.       |
| Белци             | 472 (89,7%) | 447 (84,2%) |
| Афроамериканци    | 31 (5,9%)   | 29 (5,5%)   |
| Азијати           | 0 (0,0%)    | 0 (0,0%)    |
| Хиспаноамериканци | 13 (2,5%)   | 52 (9,8%)   |
| Укупно            | 526         | 531         |